# Stolnica sv. Jožefa, Hanoj
Stolnica svetega Jožefa (vietnamsko Nhà thờ Lớn Hà Nội, Nhà thờ Chính tòa Thánh Giuse; francosko Cathédrale Saint-Joseph d'Hanoï) je cerkev na ulici Nhà Thờ v okrožju Hoàn Kiếm v Hanoju v Vietnamu. To je cerkev iz poznega 19. stoletja v neogotskem slogu, ki služi kot stolnica rimskokatoliške nadškofije v Hanoju. Stolnica je poimenovana po sv. Jožefu, zavetniku Vietnama.
Gradnja se je začela leta 1886, arhitekturni slog pa je bil opisan kot podoben Notre Dame de Paris. Cerkev je bila ena prvih stavb, ki jih je zgradila francoska kolonialna vlada v Francoski Indokini, ko so jo odprli decembra 1886. Je najstarejša cerkev v Hanoju.
V stolnici je maša večkrat čez dan. Za nedeljsko večerno mašo ob 18. uri se na ulice razlijejo velike množice. Oddajajo se molitvene pesmi; Katoličani, ki ne morejo vstopiti v stolnico, se zbirajo na ulici in poslušajo himne.

## Lega
Stolnica stoji zahodno od jezera Hoàn Kiếm  na majhnem trgu znotraj Stare četrti, na koncu ulice Nhà Thờ in vogalu ulice Nhà Chung, prestižnega tržnega območja z butiki in svilo, priljubljenimi med turisti ter restavracijami in majhnimi stanovanjskimi bloki. Stolnica je tudi sedež vietnamske nadškofije; nadzoruje več kot 480 cerkva in kapel ter 113 župnij in služi 400.000 katoličanom. Glavna vrata stolnice so na splošno odprta le med mašo; v drugih urah je vstop dovoljen skozi stranska vrata v sestavljenem zidu škofije, za katerimi je mogoče pozvoniti za vstop v pravo stolnico. 

## Zgodovina
Novembra 1873 so francoske čete pod poveljstvom Francisa Garnierja, ki so delovale v podporo francoskemu trgovcu Jeanu Dupuisu, zavzele citadelo v Hanoju, preden so osvojile preostali del mesta. Desetletje je minilo, preden so kolonisti zaradi upornikov pridobili popoln nadzor nad Hanojem. Gradnja stolnice se je najverjetneje začela po tem času in je bila dokončana decembra 1886, leto preden je bila ustanovljena federacija Francoske Indokine kot del njenega kolonialnega imperija. Zgradil jo je francoski misijonar in apostolski vikar v Zahodnem Tonkinu Paul-François Puginier, ki je pridobil dovoljenje takratne kolonialne francoske uprave. Zgrajena je bila na zapuščenem mestu pagode Báo Thiên. Ta lokacija je bila del upravnega središča Tonkina pred francosko kolonialno dobo. Da bi olajšali gradnjo cerkve, so odstranili ruševine pagode, ki je bila zgrajena, ko je mesto ustanovila dinastija Lý v 11. stoletju in se je zrušila leta 1542 in je niso nikoli popravili. Stolnica je bila posvečena 24. decembra 1886.
Potem ko je Viet Minh po ženevski konferenci leta 1954 prevzel nadzor nad Severnim Vietnamom, je katoliška cerkev trpela desetletja preganjanja. Duhovnike so aretirali, cerkveno premoženje pa zasegli in razlastili. Stolnici svetega Jožefa ni bilo prizaneseno in je bila zaprta do božičnega večera leta 1990, ko je bilo tam spet dovoljeno obhajati mašo. Leta 2008 so na parceli ob stolnici potekali protesti v zvezi z verskimi simboli.

## Arhitektura

### Zunanjost
Fasada, zgrajena iz kamnitih plošč in opeke z betonsko oblogo, je sestavljena iz dveh stolpov kvadratne oblike, ki se dvigata do višine 31 m, pri čemer je vsak stolp opremljen s petimi zvonovi. Stolnica je bila zgrajena v neogotskem slogu. Dvojna zvonika so pogosto primerjali s tistima v Notre Dame v Parizu; arhitekti sv. Jožefa so poskušali posnemati pariški dvojnik. Zunanje stene cerkve so iz granitnih kamnitih plošč. Z leti je zunanjost stolnice močno dotrajana zaradi močnega onesnaženja. Kot odgovor na to je bila stolnica med julijem 2020 in majem 2022 deležna večjih obnovitvenih del, s katerimi so obnovili njen zunanji videz in strukturno celovitost.

### Notranjost
Okna so opremljena z visokimi vitraji in imajo zašiljene loke. Vitraži stolnice so bili izdelani v Franciji, preden so jih prepeljali v Vietnam. Strop je rebrasto obokan, kot so ga videli v srednjeveški Evropi. Ladja je narejena rahlo nagnjeno, da odvaja vodo, medtem ko je svetišče izdelano iz poliranega pozlačeno obrezanega lesa, podobno kot v stolnici Phát Diệm, in ima arhitekturne okraske v cesarskem slogu Huế. Kip Device Marije hranijo v nosilnici po domači navadi, ki je vidna levo od ladje.